# Diisobutylaluminiumhydrid
Diisobutylaluminiumhydrid (Abk. DIBAL, DIBAL-H, DIBALH, DIBAH) ist ein Reduktionsmittel mit der chemischen Formel (i-Bu)2AlH (i-Bu = Isobutyl). 

## Herstellung
DIBAL ist sowohl in Substanz, komfortabler jedoch in Lösung (z. B. in Toluol) kommerziell erhältlich. Es kann durch β-Hydrideliminierung aus Triisobutylaluminium synthetisiert werden. 

## Eigenschaften
DIBAL ist luft- und feuchtigkeitsempfindlich und reagiert heftig mit Wasser.

## Verwendung
DIBAL wird vor allem in der organischen Synthese für verschiedene Reduktionen verwendet (siehe: Hydroaluminierung) und liegt in der Reaktivität zwischen Lithiumaluminiumhydrid (LiAlH4) und Natriumborhydrid (NaBH4).
Ein typisches Einsatzgebiet von DIBAL ist die direkte Reduktion von Estern zu Aldehyden. Um eine konsekutive Reduktion der gebildeten Aldehyde zu Alkoholen zu verhindern wird die Reaktion bei −78 °C durchgeführt. Bei der Verwendung von LiAlH4 beispielsweise werden die Ester stets zu Alkoholen weiterreduziert, während NaBH4 kaum Reaktivität (substituentenabhängig) gegenüber Estern besitzt.
Auch zur Reduktion von Nitrilen zu Aldehyden wird DIBAL häufig eingesetzt. Damit lässt sich die Reaktion so steuern, dass ein Molekül DIBAL-H immer nur ein Hydrid-Ion überträgt. Wegen der sperrigen iso-Butyl-Gruppen werden sterisch leicht zugängliche, elektrophile Zentren bevorzugt angegriffen.
DIBAL ist ein elektrophiles Reduktionsmittel, das gut mit elektronenreichen Verbindungen reagiert, während die Reaktivität gegenüber elektronenarmen Substraten eher gering ist.